# Arhe Hamednaca
Arhe Hamednaca, född 25 januari 1953 i Eritrea, är en svensk politiker (socialdemokrat), som var riksdagsledamot 2010–2018, invald för Stockholms kommuns valkrets. Hamednaca är grundare av Sharafs hjältar, ett projekt som startades 2003 för att motverka hedersförtryck bland unga. Projektet engagerar unga män som förebilder och arbetar för att de och de killar de möter på föreläsningar ska utbildas i mänskliga rättigheter och ta avstånd från hedersförtryck.
Hamednaca bor i stadsdelen Älvsjö. Han arbetade 1990–2002 som SL-kontrollant. 2002–2010 arbetade han på Fryshuset i Stockholm, bland annat som verksamhetschef för Elektra. 2010 blev han invald i riksdagen för Socialdemokraterna. Som riksdagsledamot var Hamednaca ledamot i justitieutskottet 2010–2018, suppleant i arbetsmarknadsutskottet 2010–2014, suppleant i socialutskottet 2014–2018 och ledamot i OSSE-delegationen 2014–2018.
Han är en av författarna till boken Perspektiv på manlighet och heder.